# Kanton Champtoceaux
Der Kanton Champtoceaux war von 1790 bis 2015 ein französischer Wahlkreis im Arrondissement Cholet, im Département Maine-et-Loire und in der Region Pays de la Loire; sein Hauptort war Champtoceaux. Mit Wirkung im Jahre 2015 wurde der Kanton aufgelöst und seine Gemeinden in den neuen Kanton La Pommeraye überführt.
Der Kanton umfasste Wahlberechtigte aus folgenden neun Gemeinden:
| Gemeinde                     | Einwohner Jahr | Fläche km² | Bevölkerungsdichte | Code INSEE | Postleitzahl |
| ---------------------------- | -------------- | ---------- | ------------------ | ---------- | ------------ |
| Bouzillé                     | 1508 (2013)    | 18,39      | 82 Einw./km²       | 49040      | 49530        |
| Champtoceaux                 | 2413 (2013)    | 15,54      | 155 Einw./km²      | 49069      | 49270        |
| Drain                        | 2089 (2013)    | 19,05      | 110 Einw./km²      | 49126      | 49530        |
| Landemont                    | 1726 (2013)    | 18,67      | 92 Einw./km²       | 49172      | 49270        |
| Liré                         | 2494 (2013)    | 31,81      | 78 Einw./km²       | 49177      | 49530        |
| Saint-Christophe-la-Couperie | 850 (2013)     | 8,29       | 103 Einw./km²      | 49270      | 49270        |
| Saint-Laurent-des-Autels     | 2286 (2013)    | 18,55      | 123 Einw./km²      | 49296      | 49270        |
| Saint-Sauveur-de-Landemont   | 923 (2013)     | 11,69      | 79 Einw./km²       | 49320      | 49270        |
| La Varenne                   | 1736 (2013)    | 14,35      | 121 Einw./km²      | 49360      | 49270        |